# گینتاما
گینتاما (به ژاپنی: 銀魂 Gintama)(به فارسی:  روح نقره‌ای) یک مانگای ژاپنی در ژانر  شونن مانگا است که توسط هیدآکی سوراچی نوشته و مصورسازی شده‌ و به صورت سریالی از دسامبر ۲۰۰۳ تا سپتامبر ۲۰۱۸ توسط شوئیشا در هفته‌نامه شونن جامپ، سپس در جامپ گیگا از دسامبر ۲۰۱۸ تا فوریه ۲۰۱۹ و در پایان از ماه می تا ژوئن ۲۰۱۹ در برنامه گینتاما  منتشر و در ۷۷ جلد تانکوبون جمع آوری شده است.
این مجموعه در ابتدا یک اووی‌ای توسط استودیو سانرایز تهیه و در سال ۲۰۰۵ در مراسم جامپ فستا ۲۰۰۶ قسمت انیمه، منتشر گردید. به دنبال آن یک مجموعه انیمه ۳۶۷ قسمتی  از ۴ آوریل ۲۰۰۶ تا اکتبر ۲۰۱۸ که پایان یافت از شبکه تی‌وی توکیو پخش شد. از این مجموعه سه فیلم انیمه‌ای ساخته شد. اولین انیمه سینمایی آن با نام گینتاما: فیلم در ۲۴ آوریل سال ۲۰۱۰، دومین با نام گینتاما: فیلم: آخرین قمست: همشیه باش یوروزیا در تاریخ ۶ جولای ۲۰۱۳ و سومین آن با نام گینتاما: پایان در ۸ ژانویه ۲۰۲۱ اکران شدند. علاوه بر انیمه، لایت ناول‌ها و بازی‌های ویدیویی بر اساس گینتاما ساخنه و منتشر شدند. همچنین یک فیلم لایو اکشن اقتباسی با همین نام در جولای ۲۰۱۷ در ژاپن توسط برادران وارنر منتشر شد.
گینتاما در تاریخ جایگرینی از دوره ادو ژاپن است که توسط بیگانگان فضایی به نام آمانتو اشغال شده است. داستان از دیدگاه سامورایی به نام ساکاتا گینتوکی دنبال می‌کند که در کنار دوستانش شینپاچی شیمورا و کاگورا به عنوان یک یوروزویا که قبول کار هایی از سمت مردم میشوند که گاه و ناگاه با خرابکاری آمانتوها گره خورده، کارمی‌کند تا اجاره ماهانه خود را به زنی به نام اتوسه بپردازد.

## داستان
داستان گینتاما، داستان تاریخ جایگزینی از اواخر دوره ادو که در شهر ادو -نام قدیم توکیو- اتفاق می‌افتد. موجودات بیگانه‌ای با نام آمانتو (به ژاپنی: 天人, "مردم آسمان") به ژاپن حمله می‌کنند. سامورایی‌ها از زمین در برابر تهاجم آنان دفاع می‌کنند اما با توجه به پیشرفته بودند تهجیزات دشمن و نداشتنه قدرت کافی، شوگان به صورت تمسخرآمیز در برابر آمانتوها تسلیم و به ناچار، قراردادی نابرابر با آن‌ها امضا می‌کند. این قرارداد سبب می‌شود حمل شمشیر در ملاعام ممنوع ، اجازه ورود به آمانتوها به سرزمین داده و باکوفو را به حکومتی دست نشانده تبدیل کند.